# NK Sulkovci
NK Sulkovci je nogometni klub iz mjesta Sulkovci kod Pleternice. 

## Povijest
Klub je osnovan 1953. godine.
Iako danas ne kotira dobro, kroz svoju povijest imao je svijetlih sportskih trenutaka. U dva navrata na kraju sedamdesetih i početkom osamdesetih godina prošlog stoljeća, bio je član Slavonske zone, što je bio vrlo jak stupanj natjecanja u ono vrijeme (otprilike današnja četvrta liga HNL), bio je 1978.g. pobjednik županijskog kupa ispred ekipa NK Slavonija iz Požege, NK Kutjevo i NK Slavija Pleternica. U daljnjem natjecanju pobijedio je Papuk iz Orahovice s 2:0 te izborio finale Slavonije i Baranje u kojem je trebao igrati s NK Osijekom, ali je za zelenim stolom izgubio utakmicu s Papukom zbog ovjera liječničkog pregleda igrača.
Sezone 2008/2009. klub je završio na 3.mjestu iza Pakraca i Požege koji su gradovi najveći u Županiji.
Također su iste sezone došli do 1/8 kupa Požeško-Slavonske županije.
To je bio velik uspjeh mjesta i svi mještani su prezadovoljni.
Legende Kluba od 90-ih:Stjepan Peić-Backo,David Majetić,Drago Ribić,Dražen Majetić,Mirko Peić,Ivica Peić

## Sezona 2009/2010
- Predsjednik: Ivica Knezović
- Tajnik: Dražen Majetić
- Trener: Branko Jovanović
- Igrači: Ivica Bekić, Ivan Filipović, Zdravko Kocijan, Danijel Oreč, Ivica Štetić, Mario Slatina, Mario Ester, Ivan Kokić, Josip Šutić, Robert Vidakušić, Tomislav Renka, Ivan Bilić, Marko Vukoja, Josip Vukoja, Mato Majetić, Ivan Lučić-Jozak, Željko Jagodić, Matej Larma, Željko Matijević,

Boja kluba: Crna